# Tyromyces squamulosus
Tyromyces squamulosus är en svampart som först beskrevs av Giacopo Bresàdola, och fick sitt nu gällande namn av Leif Ryvarden 1988. Tyromyces squamulosus ingår i släktet Tyromyces och familjen Polyporaceae.   Inga underarter finns listade i Catalogue of Life.